# ژان-کلود آرنو

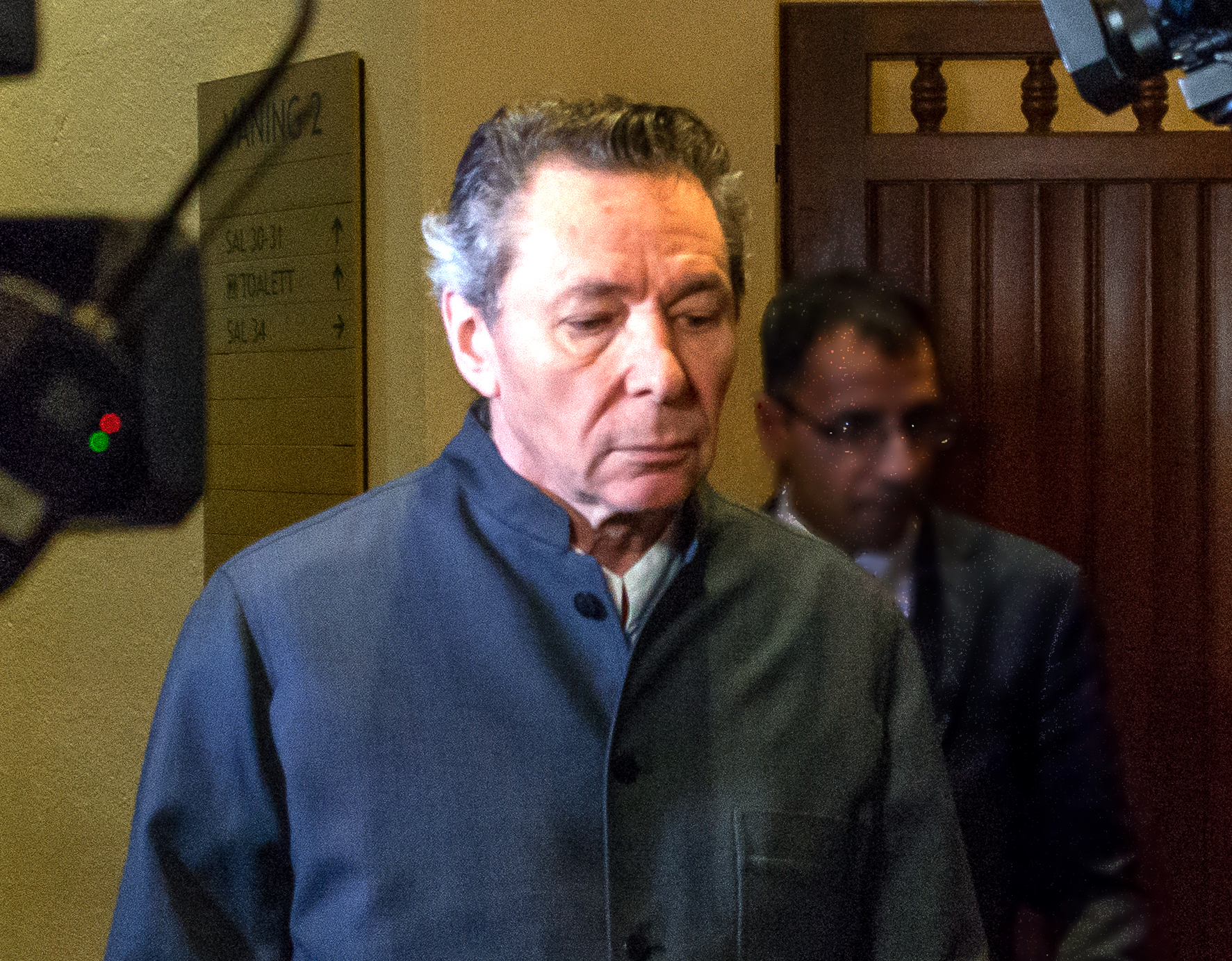
عکاس سوئدی-فرانسوی

ژان-کلود آرنو عکاس و کارگردان هنری سوئدی-فرانسوی است.

## رسوایی اخلاقی
در سال ۲۰۱۷، ۱۸ نفر از زنان با هشتگ من هم ژان-کلود آرنو را متهم به آزار جنسی کردند. طبق برخی از منابع علاوه بر رسوایی‌های جنسی، وی در افشای نام برخی از برندگان نوبل قبل از اعلام رسمی دست داشته‌است و شاید او با برخی از بنگاه‌های شرط‌بندی همکاری می‌کرده‌است. همین موضوع باعث به وجود آمدن اختلافاتی در بین اعضای آکادمی نوبل شد که نتیجهٔ آن استعفای ۷ نفر از این افراد بود.
همسر ژان-کلود آرنو شاعری سوئدی است. برخی ازمنابع که نام آن‌ها فاش نشده‌است ابراز کرده‌اند که حتی شاهزاده ویکتوریا، ولیعهد سوئد، نیز از آزار جنسی آرنو در امان نبوده‌است.
دادگاه آرنو این چهرهٔ شناخته شدهٔ مجرم را به دو سال حبس و پرداخت جریمهٔ مالی کرد.
همین امر سبب به تعویق افتادن جایزهٔ نوبل ادبیات سال ۲۰۱۸ شد.